# Рєпнінський сейм

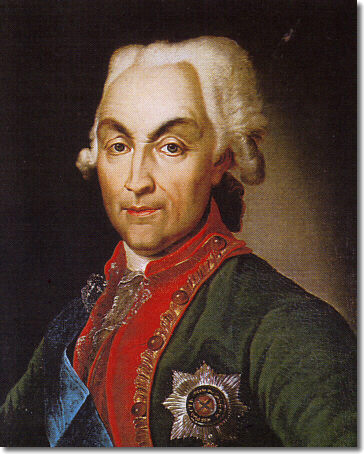
Микола Рєпнін

Рєпнінський сейм, надзвичайний делегаційний сейм (1767—1768) — конфедеративний сейм, заснований у вузлі Радомської конфедерації, переглядав реформи, здійснені Конвокаційним сеймом 1764 року.

## Опис
Російський посланник Микола Рєпнін наказав російським військам Петра Кречетнікова оточити місця зборів, щоб були обрані вказані росіянами кандидати, озброєні парламентськими інструкціями з вимогою укладення гарантійного договору з Росією, рівних прав для інакомислячих і відновлення шляхетських вольностей. Радомська конфедерація прийняла резолюцію про визнання російських військ, що перебували в Речі Посполитій, «допоміжними і справді корисними народу». На зборах у Прошовицях і Освенцімі російський представник Осип Ігельстрем купив голоси дрібної шляхти.
У додатку до телеграми від 2 жовтня 1767 року президенту Колегії закордонних справ Російської імперії Микиті Паніну російський посланник Микола Рєпнін заявив, що 134 депутати компетентні підтримувати російські плани на сеймі, 58 — сумнівні, і 44 були ворожі до них.
Рєпнінський сейм проходив у Варшаві в 1767—1768 рр. як делегаційний сейм, якому допомагали російські війська, які оточили місто. Перша сесія відбулася 5 жовтня 1767 року. Після безпрецедентного викрадення Миколою Рєпніним лідерів Радомської конфедерації — краківського єпископа Каєтана Солтика, київського єпископа Юзефа Анджея Залуського, польного гетьмана коронного Вацлава Жевуського та його сина Северина (вони перебували на еміграції в Калузі протягом 5 років) — затероризований Сейм призвів до зрівняння прав дисидентів.
Сейм обрав делегацію з 71 особи і надав їй повноваження вести переговори з російським посланцем. Власне, список її учасників був попередньо підготовлений у кабінеті Миколи Рєпніна, який взяв під контроль переговори.
26 лютого 1768 р. там були прийняті кардинальні закони, які підтверджували існуючі політичні привілеї шляхти в Речі Посполитій. Сейм також запровадив певні реформи: за вбивство селянина шляхтича карали не штрафом, який називався мисом, як раніше, а «втратою власної голови», на шляхетських зборах було скасовано liberum veto, а на сеймі обмежилося питанням статусу, відкрито монетний двір, оголошено про намір зрівняти права іновірців і обмежити привілеї духовенства.
Гарантом цих положень стала російська імператриця Катерина ІІ, і відтоді Річ Посполита де-юре стала протекторатом Росії.
Протест Юзефа Вибіцького проти всіх актів цього сейму вважається однією з останніх позитивних спроб застосувати liberum veto.